# Jean Jourden
Jean Jourden (Saint-Brieuc, 11 de julio de 1942-22 de noviembre de 2024) fue un ciclista francés, que fue profesional entre 1965 y 1972. Como amateur obtuvo notables éxitos, entre ellos el Mundial de ciclismo de 1961. En 1965 pasó a profesional, categoría en la que destacan el triunfo en dos ediciones del GP Ouest France-Plouay (1968, 1969) y los Cuatro días de Dunkerque de 1968. 

## Palmarés
- 1961

 Campeón del Mundial de ciclismo en categoría amateur.
 Campeón de Francia de contrarreloj por equipos amateur.
1º en la Route de Francia y vencedor de 4 etapas.
1º en el Giro del Mendrisiotto.
- 1963

 Plata en la contrerreloj por equipos de los Juegos Mediterráneos.
 Campeón de Francia de contrarreloj por equipos (con Raymond Delisle).
- 1964

1º en la París-Ezy.
- 1967

1º en el Gran Premio de Aix-en-Provence.
1º en el Gran Premio de Saint-Raphaël.
- 1968

1º en el Gran Premio de Plouay.
1º en los Cuatro días de Dunkerque.
1º en el Trofeo de los Escaladores y vencedor de una etapa.
1º en Premio de Ploerdut.
1º en el Premio de Beaulac-Bernos.
1º en el Premi de Fay-de-Bretagne.
1º en la Ronda de Montauroux.
- 1969

1º en el Gran Premio de Plouay.
- 1970

1º en el Gran Premio de Isbergues.
1º en el Premi de Bagneux.

### Resultados en el Tour de Francia
- 1968. Abandona (12º etapa)
- 1969. Abandona (6º etapa)